# Costaricanattskärra
Costaricanattskärra (Antrostomus saturatus) är en fågel i familjen nattskärror.

## Utbredning och systematik
Fågeln förekommer i bergsskogar i Costa Rica och västra Panama. Den behandlas som monotypisk, det vill säga att den inte delas in i några underarter.

### Släktestillhörighet
Arten placerades tidigare i Caprimulgus men genetiska studier visar att den står närmare Phalaenoptilus och Nyctiphrynus.

## Status
Arten har ett begränsat utbredningsområde, men beståndet anses vara stabilt. IUCN kategoriserar arten som livskraftig. Beståndet uppskattas till i storleksordningen 20 000 till 50 000 vuxna individer.